# Aleuroclava tarennae
Aleuroclava tarennae là một loài côn trùng cánh nửa trong họ Aleyrodidae, phân họ Aleyrodinae.
Aleuroclava tarennae được Martin & Mound miêu tả khoa học đầu tiên năm 2007.